# Lăicăi
Lăicăi – wieś w Rumunii, w okręgu Ardżesz, w gminie Cetățeni. W 2011 roku liczyła 797 mieszkańców.